# Anton Kuzmin
Anton Kuzmin, né le 20 novembre 1996 à Taldykourgan, est un coureur cycliste kazakh.

## Palmarès et résultats

### Palmarès par année
- 2014
  - 3e du championnat du Kazakhstan du contre-la-montre juniors
- 2019
  - Mountain Stage Race Kazakstan :
    - Classement général
    - Prologue et 3e étape

  - 3e du championnat du Kazakhstan sur route
- 2022
  - Grand Prix Cappadocia
  - 3e du championnat du Kazakhstan du contre-la-montre
- 2023
  - 3e étape du Tour de Thaïlande
  - Tour de Kandovan
  - 2e du Grand Prix Kaisareia
  - 3e du championnat du Kazakhstan du contre-la-montre
  - 3e du Grand Prix Kültepe
  - 3e du Tour d'Iran - Azerbaïdjan
- 2025
  -  Champion d'Asie du contre-la-montre par équipes mixtes
  - 2e du championnat du Kazakhstan sur route
  - 3e du championnat du Kazakhstan du contre-la-montre

### Résultats sur les grands tours

#### Tour d'Italie
1 participation
- 2025 : 147e

### Classements mondiaux
| Année                                 | 2017  | 2018  | 2019 | 2020 | 2021  | 2022 | 2023 | 2024  |
| ------------------------------------- | ----- | ----- | ---- | ---- | ----- | ---- | ---- | ----- |
| Classement mondial                    | 2010e | 1707e | 840e | nc   | 1151e | 758e | 269e | 1465e |
| UCI Europe Tour                       | 1767e | 1116e |      |      |       |      |      |       |
| UCI Asia Tour                         | 388e  | nc    | 42e  | nc   | 41e   | 38e  | 6e   | nc    |
|                                       |       |       |      |      |       |      |      |       |
| Légende : nc = non classéSource : UCI |       |       |      |      |       |      |      |       |